# Balebreviceps hillmani
Balebreviceps hillmani är en groddjursart som beskrevs av Malcolm Largen och Robert C. Drewes 1989. Balebreviceps hillmani ingår i släktet Balebreviceps och familjen Brevicipitidae. Inga underarter finns listade.
Denna groda förekommer med två mindre populationer i Balebergens nationalpark och i angränsande regioner i sydöstra Etiopien. Arten lever i områden som ligger 2800 och 3200 meter över havet. Individerna vistas i mindre blandskogar, i buskskogar och i områden med trädljung. Denna groda gömmer sig under träbitar som ligger på marken och under överhängande klippor.
Beståndet hotas av etablering av betesmarker och samhällen. Arten påverkas även negativ av trädfällningar i skogarna. Andra groddjur i regionen drabbas av sjukdomar som orsakas av gisselsvampar. Även några exemplar av Balebreviceps hillmani var infekterade. IUCN kategoriserar arten globalt som akut hotad.